# Sakari Salo
Sakari Salo (21 de dezembro de 1919 - 13 de dezembro de 2011) foi um tenista finlandês e jogador de bandy. Ganhou uma medalha de bronze nos Jogos Olímpicos de 1952.

## Carreira no tênis
Salo representou a Finlândia de 1950 a 1963 na competição da Copa Davis. Ele fez a sua estreia na Copa Davis durante o empate da primeira fase da Zona Europa de 1950 contra a Bélgica. Durante a sua carreira na Copa Davis, Salo dezenas de vitórias.
Salo participou do Campeonato de Wimbledon de 1952, jogando nas modalidades simples, duplas e duplas mistas. Nas duplas mistas, ele fez equipa com a sua esposa Thelma Salo, e chegou à terceira ronda.
 